# دورچا
دورچا (به بلغاری: Durcha) یک منطقهٔ مسکونی در بلغارستان است که در شهرستان دریانوو واقع شده‌است.